# Proasellus ibericus
Proasellus ibericus är en kräftdjursart som först beskrevs av Pedro Ivo Soares Braga 1946.  Proasellus ibericus ingår i släktet Proasellus och familjen sötvattensgråsuggor.

## Underarter
Arten delas in i följande underarter:
- P. i. ferreirensis
- P. i. codreanui